# Agrodiaetus noguerae
Agrodiaetus noguerae är en fjärilsart som beskrevs av De Sagarra 1924. Agrodiaetus noguerae ingår i släktet Agrodiaetus och familjen juvelvingar. Inga underarter finns listade i Catalogue of Life.